# Jürgen Colombo
Jürgen Colombo (* 2. September 1949 in Zielona Góra) ist ein ehemaliger deutscher Radrennfahrer.
Colombo begann mit dem Radsport in der Sportvereinigung Stuttgart-Feuerbach. 1971 wurde Jürgen Colombo Dritter in der Mannschaftsverfolgung bei der Bahnrad-Weltmeisterschaft in Varese (mit Günter Haritz, Udo Hempel und Peter Vonhof). Im Jahr darauf errang er mit dem Bahn-Vierer (Haritz, Hempel und Günther Schumacher) von Trainer Gustav Kilian die Goldmedaille in der Mannschaftsverfolgung bei den Olympischen Sommerspielen 1972 in München.
Dafür erhielt er am 11. September 1970 das Silberne Lorbeerblatt.
Colombo lebt heute in Grafenau-Dätzingen und betreibt ein Fahrradgeschäft.